# Dublin University Magazine
Das Dublin University Magazine war eine Monatsschrift für Literatur und Politik. Es erschien ab Januar 1833 und hatte als Vorbild Zeitschriften wie Blackwood’s Edinburgh Magazine in Edinburgh. Es wurde von Studenten, u. a. Isaac Butt, in Trinity College, Dublin gegründet. Der erste Redakteur war Charles Stanford.
Das Magazine veröffentlichte zahlreiche Werke irischer Schriftsteller wie William Carleton, Mortimer Collins, Elliot Warburton, Thomas Meredith, David Masson, William Archer Butler, James Clarence Mangan und Samuel Ferguson sowie Übersetzungen u. a. aus dem Deutschen, von John Anster (Übersetzer des Faust).
1861 kaufte Joseph Sheridan Le Fanu das Magazine und war bis 1869 dessen Redakteur. Viele seiner zahlreichen Erzählungen erschien zum ersten Mal im Magazine.
Das Magazine wurde 1882 eingestellt.